# Lee Icyda
Lee Icyda (* 27. September 1979) ist eine US-amerikanische Seglerin und Segeltrainerin.
Lee Icyda gehört dem US Sailing Center Martin County an und war als Seglerin sehr erfolgreich. Sie wurde 2002 Weltmeisterin im Match Raceing und 2003 in der Yngling-Klasse. Mittlerweile arbeitet sie als Trainerin. Zunächst war sie Trainerin der US-amerikanischen Paralympics-Segler der Klassen Sonar, Skud 18 und 2.4mR, anschließend die US-amerikanischen Laser-Radial-Seglerinnen. Später trainierte sie die deutsche Yngling-Crew um Ulrike Schümann, Julia Bleck und Ute Höpfner, die 2008 Dritte der Weltmeisterschaft und Vierte bei den Olympischen Spielen von Peking wurden.